# Dioscorea schubertiae
Dioscorea schubertiae là một loài thực vật có hoa trong họ Dioscoreaceae. Loài này được Ayala mô tả khoa học đầu tiên năm 1984.